# 코레 빌로크

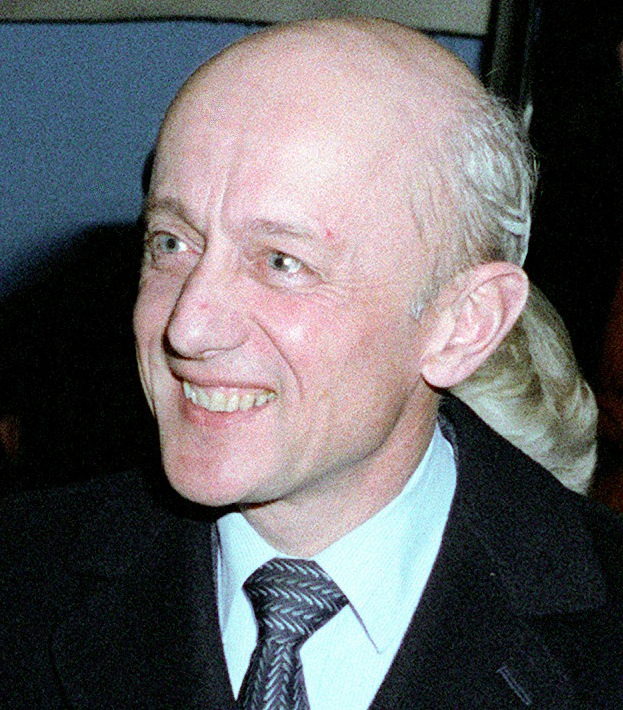
코레 빌로크(1983년 촬영)

코레 이삭센 빌로크(노르웨이어: Kåre Isaachsen Willoch, 1928년 10월 3일~2021년 12월 6일)는 노르웨이의 정치인이다. 소속 정당은 우파당이다.
오슬로 출신으로, 오슬로 대학교 경제학과를 졸업했으며 노벨 경제학상을 수상한 노르웨이의 경제학자인 랑나르 안톤 시틸 프리슈, 트뤼그베 호벨모의 제자이기도 하다. 1952년부터 1959년까지 오슬로 시 의회 의원을 역임했다.
1957년 10월 14일부터 1989년 9월 12일까지 노르웨이 의회 오슬로 대표 의원을 역임했다. 29세의 나이에 노르웨이 의회 의원으로 선출되면서 최연소 노르웨이 의회 의원이라는 기록을 수립했다. 1963년 8월 28일부터 9월 25일까지, 1965년 10월 12일부터 1970년 6월 5일까지 노르웨이 통상선박부 장관을 역임했고 1973년에는 북유럽 이사회 의장을 역임했다.
1979년 3월 22일부터 1986년 5월 2일까지 우파당 대표를 역임했으며 1981년 10월 14일부터 1986년 5월 2일까지 노르웨이의 총리를 역임했다. 1989년부터 1998년까지 아케르스후스주의 주지사를 역임했고 1998년부터 2000년까지 노르웨이 방송 협회(NRK) 회장을 역임했다.
2021년 12월 6일, 오슬로의 자택에서 93세를 일기로 숨졌다.